# Wim Woudsma
Willem "Wim" Woudsma (Nijverdal, 11 augustus 1957 – Nijverdal, 23 mei 2019) was een Nederlands voetballer. Hij kwam voornamelijk uit voor Go Ahead Eagles en speelde zowel op het middenveld als in de verdediging.

## Loopbaan
Wim Woudsma is de zoon van Kas Woudsma (1928-2003), die in de jaren vijftig en zestig keeper en aanvoerder was van v.v. DES en het Nederlands zaterdagelftal. Hij kwam in zijn jeugd uit voor Hulzense Boys. In 1975 werd hij gecontracteerd door Go Ahead Eagles. Hoewel hij in zijn eerste jaar nog niet doordrong tot het eerste elftal, maakte hij al wel deel uit van het Nederlands UEFA-jeugdteam (16-18 jaar) met onder meer Dwight Lodeweges, Piet Wildschut en Johnny Metgod als ploeggenoten. In 1977 en 1978 kwam hij negen keer uit voor Jong Oranje.
In augustus 1976 maakte Woudsma zijn debuut in de Nederlandse Eredivisie. In een wedstrijd tegen Feyenoord viel hij in voor Jo Körver. In dertien seizoenen kwam de speler 376 keer uit voor de Deventerse club. In 1980 was er sprake van een overgang naar Feyenoord, maar Go Ahead wilde hem behouden en wees een bod van 550.000 gulden af.
In 1989 verliet Woudsma Go Ahead Eagles en tekende hij een contract voor één jaar bij N.E.C., dat naar de Eredivisie gepromoveerd was. Vanwege hartklachten kwam hij na januari 1990 niet meer in actie. Na het seizoen werd zijn contract niet verlengd. Woudsma beëindigde zijn profloopbaan en bouwde af bij RKSV De Zweef in zijn geboorteplaats Nijverdal. Hier werd hij later ook jeugdtrainer. Daarna werd hij jeugdtrainer bij Go Ahead Eagles en trainde hij bij Hulzense Boys, waaronder vier jaar het eerste team. In 2016 en 2017 was hij trainer van Enter Vooruit.
Hij overleed in 2019 op 61-jarige leeftijd aan een ongeneeslijke ziekte.

## Statistieken
| Seizoen | Club            | Land      | Competitie     | Wed. | Goals |
| ------- | --------------- | --------- | -------------- | ---- | ----- |
| 1976/77 | Go Ahead Eagles | Nederland | Eredivisie     | 27   | 0     |
| 1977/78 | Go Ahead Eagles | Nederland | Eredivisie     | 28   | 4     |
| 1978/79 | Go Ahead Eagles | Nederland | Eredivisie     | 30   | 6     |
| 1979/80 | Go Ahead Eagles | Nederland | Eredivisie     | 33   | 7     |
| 1980/81 | Go Ahead Eagles | Nederland | Eredivisie     | 29   | 7     |
| 1981/82 | Go Ahead Eagles | Nederland | Eredivisie     | 33   | 9     |
| 1982/83 | Go Ahead Eagles | Nederland | Eredivisie     | 30   | 2     |
| 1983/84 | Go Ahead Eagles | Nederland | Eredivisie     | 26   | 1     |
| 1984/85 | Go Ahead Eagles | Nederland | Eredivisie     | 33   | 3     |
| 1985/86 | Go Ahead Eagles | Nederland | Eredivisie     | 27   | 3     |
| 1986/87 | Go Ahead Eagles | Nederland | Eredivisie     | 17   | 0     |
| 1987/88 | Go Ahead Eagles | Nederland | Eerste divisie | 32   | 3     |
| 1988/89 | Go Ahead Eagles | Nederland | Eerste divisie | 30   | 0     |
| 1989/90 | N.E.C.          | Nederland | Eredivisie     | 19   | 0     |
| Totaal  | Totaal          | Totaal    | Totaal         | 395  | 45    |